# 長尾顕長
長尾 顕長（ながお あきなが）は、戦国時代から江戸時代前期にかけての武将。足利長尾氏当主。
幼名は熊寿丸。通称は新五郎。官職は但馬守。晩年、祖父・長尾憲長と同じ憲長を称したと推測されている。

## 生涯
弘治2年（1556年）、由良成繁の次男として誕生。
永禄12年（1569年）7月、長尾当長が死去した後、その娘を娶り、長尾氏の家督を継いだ。
天正10年（1582年）に長兄・由良国繁と共に織田信長の重臣・滝川一益に仕えた。同年、本能寺の変で信長が死去した後、滝川勢を追った北条氏が厩橋城に入る。国繁と顕長が同城に招かれた際、佐竹氏攻撃のため、新田・館林両城の借り上げを強要され、両者は幽閉された。北条方の攻撃により、天正12年（1584年）1月、両城は降伏した。以後、後北条氏に従属した。館林城は北条方に没収され、顕長は足利に退去した。
天正13年（1585年）、隣国の佐野氏当主佐野宗綱と抗争し、これを討ち取った。
天正18年（1590年）の豊臣秀吉の小田原征伐では小田原城に籠もって戦ったため、北条氏滅亡後に所領を召し上げられた。顕長は、兄・国繁、母とともに常陸国牛久で5000石を与えられた。
元和7年（1621年）2月8日、死去。法名は徳聖院殿関英宗鉄大居士。
嫡子・宣景は後に土井利勝に仕えて1200石を知行した。

## 一字書出
- 小野寺顕綱（「小野寺文書」）[7] - 天正9年（1581年）12月28日。長尾氏の筆頭家臣[8]
- 河田長久（「河田文書」）[7] - （年不詳）1月5日[7]